# Karl Joachim Jacob Hennige

Carl Jacob Hennige

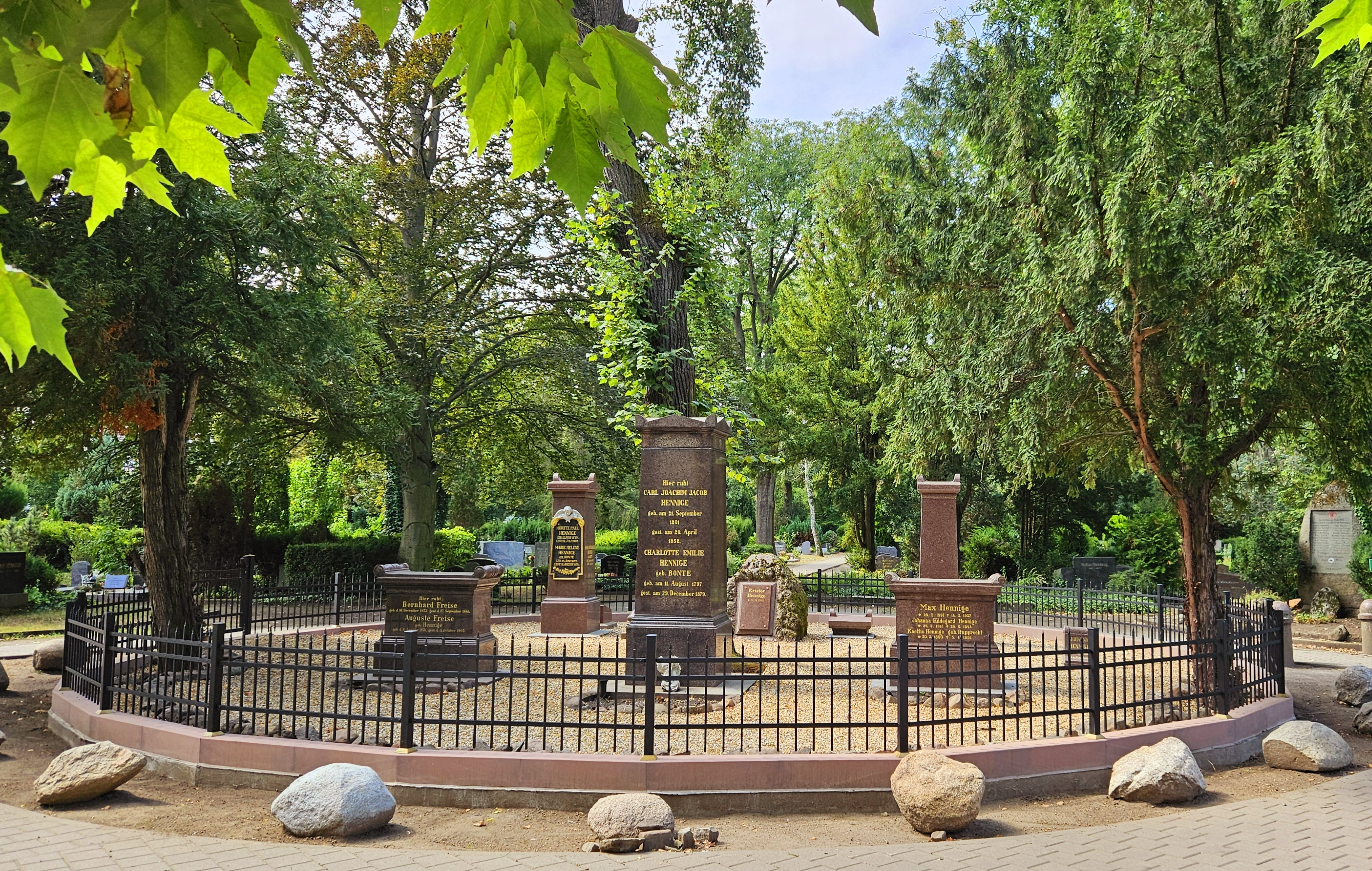
Das Grab von Carl Jacob Hennige (Grabstein vorn Mitte) und seiner Ehefrau Emilie geborene Bonte in der unter Denkmalschutz stehenden Familiengrabstätte, dem HENNIGE-Rondell, auf dem Neustädter Friedhof in Magdeburg

Carl Joachim Jacob Hennige (* 21. September 1801 in Magdeburg; † 29. April 1858) war ein deutscher Kaufmann und Unternehmer.

## Leben
Jacob Hennige wurde als Sohn des Schuhmachermeisters und Besitzers des Gasthofs Stadt Braunschweig Johann Joachim Hennige in Magdeburg geboren. Nach seiner Schulzeit machte er eine kaufmännische Ausbildung und gründete im Jahre 1826 zusammen mit Karl Friedrich Wiese in Magdeburg in der Straße Knochenhauerufer ein Handelsgeschäft unter der Firma Hennige & Wiese.
Im Jahr 1838 stieg Hennige zusammen mit seinem Partner in die Zuckerindustrie ein und gründete eine eigene Zuckerfabrik in Neustadt bei Magdeburg. Ab 1852 war er alleiniger Gesellschafter dieses Unternehmens. Im Jahr 1856 fusionierte er seine Zuckerfabrik mit den benachbarten Fabriken Hensel sowie Freise & Co. und Jaehningen, Freise & Co.; dadurch schuf er zusammen mit Bernhard Freise eines der leistungsfähigsten Zuckerunternehmen in Magdeburg.
Hennige war im Jahr 1850 einer der Mitbegründer des Vereins der Deutschen Zuckerindustrie, dessen erster Vorsitzender er von 1850 bis 1853 und dann nochmals von 1856 bis zu seinem Unfalltod 1858 war. 1856 wurde ihm der Ehrentitel (königlich preußischer) Geheimer Kommerzienrat verliehen, außerdem war er von 1856 bis zu seinem Tod Abgeordneter der Stadt Magdeburg im Preußischen Herrenhaus.
Er heiratete am 20. Mai 1828 Emilie geb. Bonte, mit der er mehrere Kinder hatte. Ihre Tochter Marianne war mit dem Maschinenbauingenieur Abraham Andreae aus Buckau verheiratet.
Seine letzte Ruhe fand Jacob Hennige auf dem Neustädter Friedhof in Magdeburg. Das Grundstück für die Anlage bzw. Erweiterung des Neustädter Friedhof hatte Jacob Hennige der Kirchengemeinde gestiftet. Die Familiengrabstätte Hennige als großes Rondell ausgeführt, befindet sich daher an hervorgehobener  zentraler Stelle.
Nach seinem frühen Tod wurde das Unternehmen von seinem Sohn Paul Hennige und seinem Schwiegersohn Bernhard Freise erfolgreich weitergeführt und ab 1871 als Zuckerraffinerie Hennige & Freise betrieben.